# 狄兒·崔克
狄兒·崔克（Tiiu Kuik，1987年3月16日—）是一位愛沙尼亞超級名模。